# Соколов, Фёдор Фёдорович
Фёдор Фёдорович Соколо́в (12 [24] ноября 1841 года, Стрельна Петербургской губернии — 1 [14] июня 1909 года, Санкт-Петербург) — русский историк-эллинист, филолог-классик и эпиграфист. Заслуженный профессор Петербургского университета, член-корреспондент Петербургской академии наук (02.12.1900).
Основатель эпиграфики в России, создатель школы эпиграфистов (В. К. Ернштедт, В. В. Латышев, С. А. Жебелёв). Тайный советник.
Брат педагога Аркадия Фёдоровича Соколова.

## Биография
Учился в Петербургской духовной семинарии. В 1858 г. поступил в Главный педагогический институт, который был закрыт на следующий год и Соколов перешёл на историко-филологический факультет Петербургского университета, который окончил в 1862 г. со степенью кандидата, специализировался по всеобщей истории. Затем он три года провел на педагогических курсах.
По защите магистерской диссертации «Критические исследования, относящиеся к древнейшему периоду истории Сицилии» (Санкт-Петербург, 1865), ставшей также первой его работой, он был направлен в двухгодичную научную командировку в Германию.
По возвращении из-за границы в 1867 г. приступил к чтению лекций по древней истории в Санкт-Петербургском университете.
С 1870 года — профессор древней истории и классической филологии Петербургского историко-филологического института (ПИФИ). С 1884 года — экстраординарный, с 20 октября 1890 года — ординарный, с 29 сентября 1892 года — заслуженный профессор Санкт-Петербургского университета. В ПИФИ одновременно в 1871—1891 годах исполнял обязанности учёного секретаря конференции.
Состоял членом Русского археологического общества и принимал участие в работе его Классического отделения.
По инициативе Ф. Ф. Соколова и бывшего русского посланника в Афинах П. А. Сабурова Министерство народного просвещения стало с 1880 года командировать в Грецию молодых учёных для усовершенствования в археологии и эпиграфике. Летом того же года Ф. Ф. Соколов сам ездил в Грецию для налаживания этого дела.
Член-корреспондент Петербургской академии наук (02.12.1900) по Историко-филологическому отделению (разряд классической филологии и археологии).
29 декабря 1882 года был произведён в действительные статские советники, 1 января 1905 года — в тайные советники.
Вслед за М. С. Куторгой, выступал против гиперкритицизма по отношению к древней традиции. При преподавании категорически отвергал общеисторические теоретические построения.
Похоронен на Смоленском православном кладбище.

## Основные труды
Вторая его большая работа после диссертации по Сицилии была посвящена гомеровскому вопросу, по которому в ней он выказал себя убежденным унитарием, как и М. С. Куторга.
- «Гомеровский вопрос» («Журнал Министерства народного просвещения», 1868),
- «Замечания о списках дани союзников афинских» («Труды 2-го археологич. съезда»),
- «Третье столетие до Рождества Христова» («Журнал Министерства народного просвещения», 1886)

Автор ряда статей под общим заглавием «В области древней истории».
- «Труды Ф. Ф. Соколова», СПб., 1910.